# 卡美哈梅哈五世
卡美哈梅哈五世（Kamehameha V，1830年12月11日—1872年12月11日），原名洛特·卡普埃瓦（Lot Kapuāiwa），全名Lota Liholiho Kapuāiwa Kalanimakua Kalanikapuapaikalaninui Ali`iolani Kalani-a-Kekūanaōʻa。 是夏威夷王國第五代國王，1863年至1872年在位。他的格言是「Onipa`a」，即「決定不可動搖」。他為了夏威夷王國和民眾日理萬機，受到與卡美哈梅哈大帝同樣的尊重，被稱為卡美哈梅哈王朝最後一位大帝。

## 早年
洛特·卡普埃瓦於1830年12月11日出生於檀香山，其父為馬太歐·科夸阿瑙阿（Mataio Kekuanaoʻa），其母為伊莉莎白·基瑙公主（Elisabeta Kīnau）。卡普埃瓦在夏威夷語中意思是「神秘的禁忌」或「為超自然力量所保護的聖物」。洛特的兄弟姐妹包括大衛·卡美哈梅哈（David Kamehameha）、摩西斯·科夸伊那（Moses Kekuaiwa）、亞歷山大·利霍利霍、維多利亞·卡馬馬努（Victoria Kamamalu）。洛特年幼的時候被納希奈納公主（Princess Nāhiʻenaʻena）收養，但公主於1836年去世。隨後，洛特被祖母卡拉夸·卡黑黑麥勒（Kalākua Kaheiheimālie）和繼祖父烏魯馬黑黑·霍阿皮利（Ulumāheihei Hoapili）收養，並同他的兄弟姐妹們一同送進了皇家學校接受教育。
出生時，洛特就與伯奈斯·帕瓦希訂了婚。但洛特在皇家學校中深深地愛上了自己的表妹阿比加伊爾·瑪赫哈（Abigail Maheha）。洛特在年僅5歲時就被發現同瑪赫哈睡在一起。瑪赫哈在13歲時就懷上了孩子，而這時候洛特年僅15歲。1846年2月4日，懷有6個月身孕的瑪赫哈被帶離了學校，被迫嫁給了她養母米利安·科考歐諾希（Miriam Kekauonohi）的一個園丁、來自科羅阿·考艾（Koloa Kauai）的平民科奧普尼（Keaupuni），從此與洛特永遠分離了。這件事情導致了洛特與伯奈斯·帕瓦希·帕基（Bernice Pauahi Paki）的婚約破裂，洛特宣稱終身不娶。伯奈斯最終嫁給了查理·R·比夏（Charles R. Bishop）。後來，洛特與伯奈斯保持了朋友關係。

## 事業
洛特於1849年隨弟弟亞歷山大週遊歐美國家，出訪了法國、英國、美國、牙買加、巴拿馬等國。1852年回到夏威夷。1852年至1855年供職於樞密院。1852年至1862年任貴族院議員。1857年至1863年出任王國的內政大臣。1857年至1858年任王國首席大法官，並兼任其他職務。

## 即位為王
1863年11月30日，弟弟卡美哈梅哈四世病逝，洛特繼承了王位，稱卡美哈梅哈五世。次年5月，洛特召開了制憲會議。7月7日，他建議制定一部新憲法。在公佈新憲法草案時，最初獲得了立法機關的支持，直到草案的第62條。該條限制了只有以通過讀寫能力測試的人和擁有自己產業的人才有選舉權。8月20日，新憲法最終獲得了通過，洛特簽署了憲法，誓言將會盡力保護它、遵守它。新憲法基於草案刪除了20條。根據這部憲法，王國的立法機關貴族院和眾議院被合併為立法院，國王的權力被擴大。當國王指定查理·德·瓦利尼（Charles de Varigny）為內閣大臣時，在夏威夷的美國人普遍認為國王有一種反美的政治傾向。事實上，他的外交政策也確實體現了這一點。
1865年，立法院通過了允許在夏威夷出售烈性酒的法案。卡美哈梅哈五世得知後大為震驚，說道：「我絕不會簽署讓我的子民走向死亡的法案。」拒絕簽署該法案。而當時，酗酒是導致夏威夷人口減少的諸多原因之一。

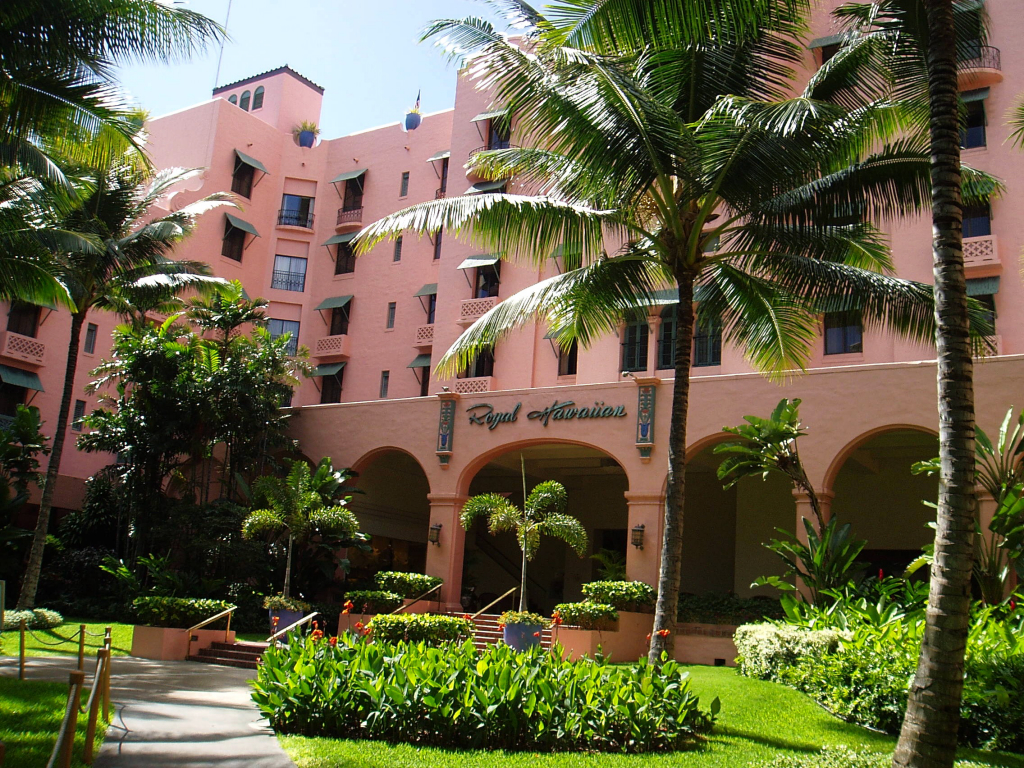
夏威夷賓館今貌

卡美哈梅哈五世在位期間，夏威夷的觀光業開始發展。1866年3月，美國作家馬克·吐溫來到夏威夷的埃阿斯（Ajax），逗留了四個月。英國維多利亞女王也於1869年派遣次子阿爾弗雷德親王進行國事訪問。這些來夏威夷的人多為外交公使、政治家和商人，因此需要賓館。1865年，夏威夷賓館（The Hawaiian Hotel）開土動工（1871年建成）。賓館位於Hotel Street和Richards Street兩條街的街角，1872年2月29日開張，多以舞會形式對外開放。後更名為皇家夏威夷賓館（Royal Hawaiian Hotel）。第一次世界大戰期間，國王將它送給基督教青年會武裝部隊作為禮物。他邀請德皇威廉一世派人協助夏威夷組建樂隊。亨利·貝格（Henri Berger）應邀來到夏威夷，組建了夏威夷皇家樂隊（the Royal Hawaiian Band），作為德皇送給夏威夷國王及其民眾的禮物。

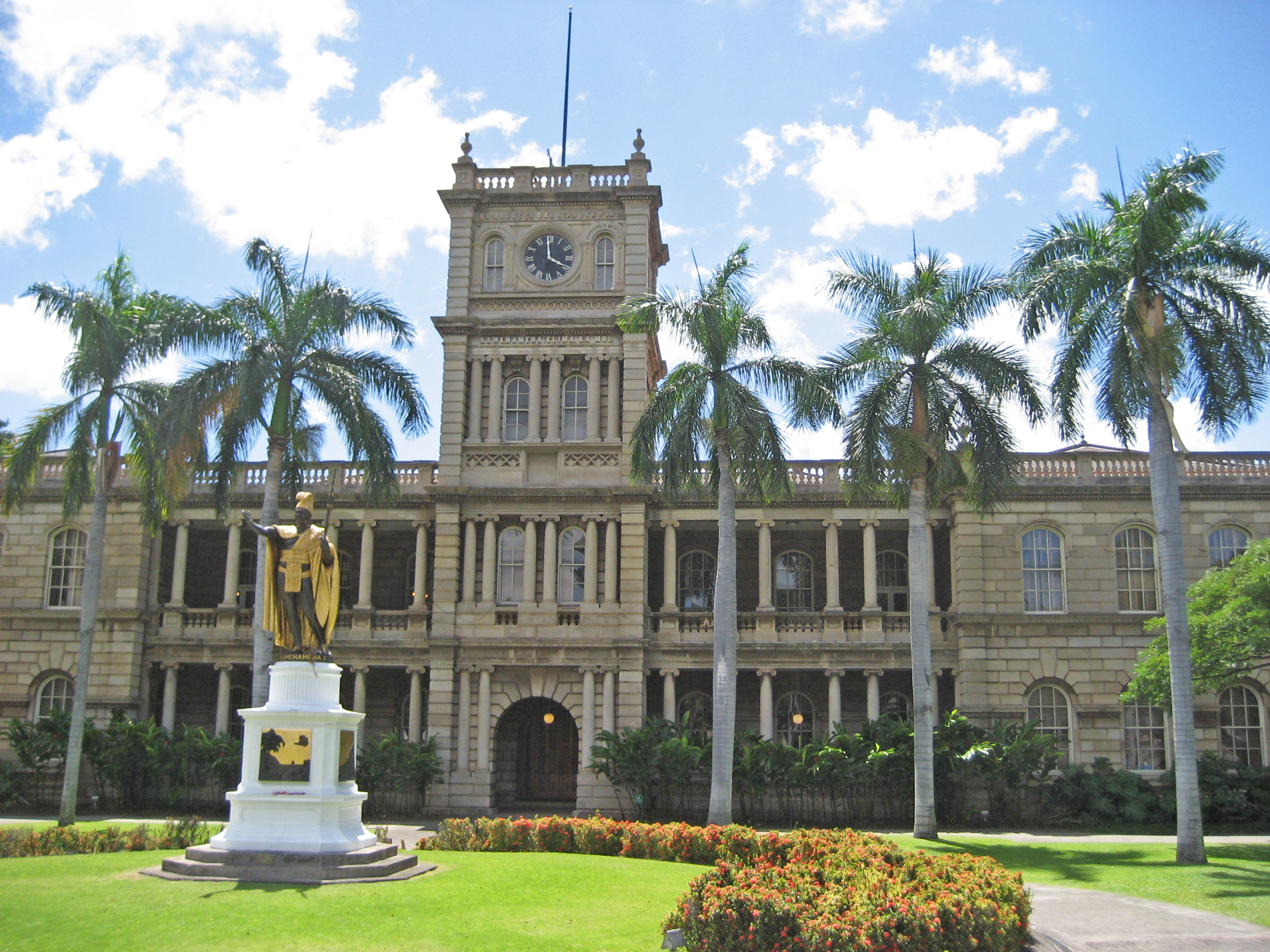
阿利歐拉尼宮，現為夏威夷州最高法院所在地

夏威夷賓館並不是卡美哈梅哈五世在位時期唯一的大型工程。他希望夏威夷政府在外國人面前扮演可信賴、滿意的角色。阿利歐拉尼宮（Aliʻiōlani Hale）始建於1872年，於1874年建成，其最初的目的是為了取代由卡美哈梅哈三世建成的伊奧拉尼宮。如今已成為夏威夷州最高法院所在地，門口矗立有卡美哈梅哈大帝的雕像。其他工程，包括伊奧拉尼宮皇家衛隊的兵營、一座新監獄、皇家陵園、學校、倉庫、一座瘋人院、一個移民收容所，以及其他政府辦公建築。如此眾多的工程，耗費了夏威夷大量國家經費。至1874年3月31日，夏威夷的國債已高達255000元。
卡美哈梅哈五世終身未婚，但與其表妹阿比加伊爾·瑪赫哈擁有一個私生女科阿諾拉尼（Keanolani）。卡美哈梅哈五世曾指定妹妹維多利亞·卡馬馬努公主為王儲。維多利亞公主與路納利羅曾有婚約，但是後來雙方都拒絕了這場婚事。維多利亞公主於1866年逝世，沒有子女。此後，卡美哈梅哈五世不再立王儲。他甚至拒絕承認自己擁有私生女。他堅持拒不結婚、拒絕再立王儲，以懲罰那些當年使他與自己所愛之人永遠分離的人。然而這也使他的女兒和外孫女得以躲過外國勢力和國內反對勢力的謀殺。在卡美哈梅哈五世逝世之後，他的女兒科阿諾拉尼和外孫女希阿欣思·科奧普奧拉尼·卡馬利（Hyacinth Keopuolani Kamali）成為卡美哈梅哈王朝直系血統中唯一兩名倖存者。

## 逝世和新國王的選舉

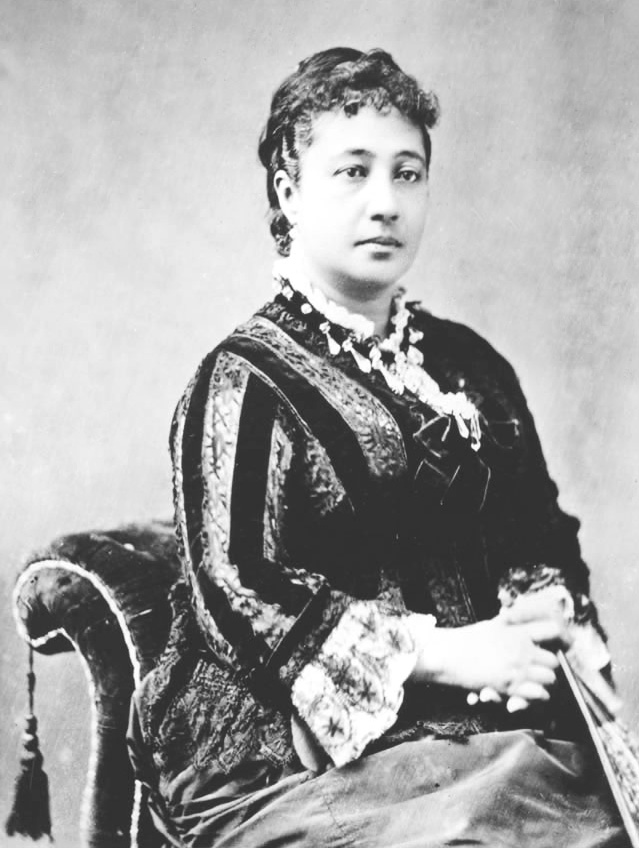
伯奈斯·帕瓦希·比夏公主

1872年12月11日，卡美哈梅哈五世國王在他42歲生日那天逝世。他的生日慶典正在籌辦中，因為他的逝世而停止。國王在臨終前曾試圖讓伯奈斯繼承王位，但伯奈斯拒絕。因此國王在臨終前沒有指定任何一名繼承人。根據1864年憲法規定：如果國王生前沒有指定王位繼承人，將由立法院選舉產生新任國王。立法院依照此條法律宣佈王位競選開始。最終，卡美哈梅哈五世的表親路納利羅獲得了勝利，當選為新任國王。

## 腳註
1. 1 2  .   [2010-01-24]. （原始内容存档于2020-01-08）.
2. ↑  .   [2010-01-24]. （原始内容存档于2008-05-13）.
3. ↑  . state archives digital collections. state of Hawaii.   [2009-11-25]. （原始内容存档于2015-09-06）.

## 外部連結
- Kamehameha V (Lot) 1830-1872 （页面存档备份，存于）
- Kamehameha V[永久]
- The Honolulu Advertiser Kamehameha V （页面存档备份，存于）
- Ali`iolani - Mele Inoa for Kamehameha V （页面存档备份，存于）
- http://www.keouanui.org/Kamehameha5.html （页面存档备份，存于）
- KAMEHAMEHA V: LAST OF THE KAMEHAMEHA KINGS
- The Prince Lot Hula Festival
- Kamehameha V （页面存档备份，存于） at Find a Grave

| 前任者： 卡美哈梅哈四世 | 夏威夷國王 1863年11月30日—1872年12月11日 | 繼任者： 路納利羅 （卡萊瑪瑪胡王朝） |